# Румпф, Вильгельм
Вильгельм Румпф (нем. Wilhelm Rumpf; 20 декабря 1900, Мангейм — 1964) — немецкий органист, хоровой дирижёр и музыкальный педагог. Отец дирижёра Александра Румпфа.
Преподавал в различных учебных заведениях Карлсруэ. С 1932 года возглавлял хор Баховского общества Карлсруэ, с 1933 года кантор Евангелической городской церкви Карлсруэ, с 1934 года эксперт по органам и колоколам администрации Бадена. В 1945—1955 гг. возглавлял Баденскую высшую школу музыки.
Основное собственное сочинение — сборник пьес «Органная книга Карлсруэ» (нем. Karlsruher Orgelbuch; 1938).